# Сава (провінція Таранто)
Сава (італ. Sava, сиц. Sava) — муніципалітет в Італії, у регіоні Апулія,  провінція Таранто.
Сава розташована на відстані близько 460 км на схід від Рима, 100 км на південний схід від Барі, 30 км на схід від Таранто.
Населення — 16 377 осіб (2014).
Щорічний фестиваль відбувається 23 та 24 червня. Покровитель — святий Іван Хреститель.

## Демографія
Населення за роками:

Станом на 1 січня 2023 року в муніципалітеті офіційно проживало 357 іноземців з 27 країн, серед них 54 громадяни країн Євросоюзу та 2 громадяни України.

## Сусідні муніципалітети
- Фраганьяно
- Франкавілла-Фонтана
- Ліццано
- Мандурія
- Маруджо
- Сан-Марцано-ді-Сан-Джузеппе
- Торричелла